# Acroparesthésie
Une acroparesthésie est une paresthésie des extrémités des membres (mains, doigts, orteils).

## Définition
Une acroparesthésie se définit comme une sensation d'engourdissement, de picotement ou de fourmillement de l'extrémité d'un ou plusieurs membres.

## Symptômes et signes
Les acroparesthésies des mains sont fréquentes chez la femme à la ménopause et peuvent être unilatérales ou bilatérales. Elles sont surtout ressenties la nuit, on parle alors d'acroparesthésies nocturnes, survenant par crises nocturnes récidivantes, et disparaissent généralement au lever. Rarement symptomatiques les acroparesthésies sont plus gênantes que graves. Elles s'accompagnent souvent du signe de Tinel.

## Étiologie
Les étiologies des acroparesthésies sont multiples mais dominées par le Syndrome du canal carpien. Elles peuvent aussi survenir au décours d'une polyneuropathie ou d'une atteinte radiculaire comme par exemple des acroparesthésies de la tranche ulnaire de la main évoquant le diagnostic de compression du nerf ulnaire ou encore évoluer dans le cadre de la Maladie de Fabry.

## Traitement
Le traitement est généralement médical, les infiltrations de corticoïdes du canal carpien étant très souvent efficaces. Une intervention chirurgicale de décompression nerveuse dans le syndrome ducanal carpien peut être indiquée.